# Peter Elzinga
Peter Elzinga (30 januari 1981) is een Nederlandse handboogschutter.
Elzinga heeft meerdere titels op zijn naam staan, zowel nationaal als internationaal. Hij was in 2004 de eerste Nederlander die met de compoundboog door de 1400 punten barrière ging en dit tot nu toe nog 4 keer heeft gedaan. Op 17 mei 2009 kwam hij zelfs tot 1419 punten, wat een verbetering betekende van het oude wereldrecord van 1414 punten.
In 2004 werd Elzinga Europees kampioen zowel indoor als outdoor en was daarmee ook de eerste Europeaan die dit ooit heeft gedaan. Elzinga werd in 2006 tweede in de wereldbekerfinale in Mexico en met het Heren Compound Team behaalde hij een bronzen medaille. 
Op het EK indoor in Turijn (2008) behaalde Elzinga individueel de tweede plaats en won hij met het Heren Compound Team (met naast Elzinga Rob Polman en Emiel Custers) de gouden medaille. Op het  EK outdoor later dat jaar behaalde het team opnieuw de eerste plaats en won Elzinga ook individueel de gouden medaille. Elzinga heeft een winkel in boogsportmaterialen in Almere.

## Resultaten
| 2003 10e WK outdoor 2004 EK indoor (individueel), Sassari EK outdoor, Brussel Grand Prix Rovereto 2005 6e WK outdoor | 2006 World Cup, stage 1 (team) World Cup, stage 2 (team) World Cup, stage 2 (individueel) World Cup, stage 3 (team) World Cup finale (individueel) 2007 NK outdoor 4e WK indoor 2008 NK indoor EK indoor (team), Turijn EK indoor (individueel), Turijn EK outdoor (team), Vittel EK outdoor (individueel), Vittel World Cup, stage 3 (individueel) | 2009 World Cup, stage 1 (individueel) World Cup, stage 3 (team) 2010 NK indoor EK indoor (individueel), Porec NK outdoor EK outdoor (team), Rovereto EK Outdoor (individueel), Rovereto 2011 NK indoor EK indoor (team), Cambris |